# Pembroke Park
Pembroke Park – miasto w Stanach Zjednoczonych, w stanie Floryda, w hrabstwie Broward.